# Pery Igel
Pery Igel (27 de novembro de 1921 — 24 de setembro de 1998) foi um empresário brasileiro. Pery foi o segundo presidente do Ultra, em sucessão a seu pai e fundador, Ernesto Igel.
Pery Igel destacou-se como empreendedor, dando início na década de 1960 ao processo de criação e desenvolvimento de novos negócios a partir da Ultragaz, o que resultou na transformação do Ultra em uma companhia multinegócios.

Igel foi um dos mais destacados financiadores da Operação Bandeirante, sendo um dos homenageados por sua colaboração pelo chefe do Estado-Maior do II Exército, general Ernani Ayrosa, em 9 de dezembro de 1970.

## Biografia
Pery Igel foi controlador do Ultra e seu segundo presidente. Assumiu a direção das empresas criadas por seu pai, Ernesto Igel, em 1959. Após dois anos como presidente, Pery transferiu sua sede administrativa para São Paulo.
Sob a gestão de Pery, o Ultra iniciou seu processo de criação de novos negócios. Datam de seu período à frente da companhia o início das operações da Oxiteno e da Ultracargo, dois dos cinco negócios que hoje compõem o Ultra, junto com a Ultragaz, que deu origem à companhia, com a Ipiranga e a Extrafarma, que se juntaram ao Ultra respectivamente em 2007 e 2014. Sob sua inspiração direta, a companhia criou e posteriormente se desfez de uma série de outras atividades que deixaram de ter relação com a estratégia de longo prazo para o Ultra, tais como uma rede de varejo de eletrodomésticos (Ultralar), uma empresa de engenharia (Ultratec), uma de alimentos congelados (Supergel) e uma indústria de fertilizantes (Ultrafértil).
Com o objetivo de profissionalizar a companhia, Pery Igel iniciou nos anos 70 um processo de contratação de executivos profissionais, seguido nos anos 80 de um processo de outorga de ações aos executivos sêniores para a gestão da companhia.
Pery Igel deixou a presidência em 1981 e indicou para a posição Paulo Cunha, até então seu vice-presidente. Após deixar a presidência executiva, Pery seguiu como presidente do Conselho Administrativo do Ultra e seu principal acionista.
Antes de seu falecimento, em setembro de 1998, Pery Igel concluiu o processo de sucessão na liderança da companhia. Transferiu o controle acionário para uma holding, em que participaram igualmente seus familiares e os executivos administradores do Ultra.
Em 31 de outubro de 1996, Pery Igel perdeu o filho, Ernesto Igel, então com 27 anos, no acidente envolvendo o Fokker 100 no voo TAM 402.